# Lychnosea aulularia
Lychnosea aulularia är en fjärilsart som beskrevs av Augustus Radcliffe Grote 1882. Lychnosea aulularia ingår i släktet Lychnosea och familjen mätare. Inga underarter finns listade i Catalogue of Life.